# Владимирский централ
Влади́мирский центра́л (ФКУ Т-2 УФСИН России по Владимирской области) — российская тюрьма для особо опасных преступников в городе Владимире. Основана в конце XVIII века. 

## История
Тюрьма была построена по указу императрицы Екатерины II в 1783 году.
В 1906 году стала называться централом (центральной тюрьмой). В ней содержали политических заключённых. В здании пересыльной тюрьмы, построенном в 1825 году, ныне находится СИЗО № 1 Владимира.
В начале 1921 года Владимирский централ был превращён в губернский изолятор специального назначения — политизолятор.
Владимирская тюрьма входила в систему «особых лагерей и тюрем», организованную на основе постановления Совета Министров СССР № 416—159 от 21 февраля 1948 года «Об организации лагерей МВД со строгим режимом для содержания особо опасных государственных преступников» для содержания осуждённых к лишению свободы шпионов, диверсантов, террористов, троцкистов, меньшевиков, эсеров, анархистов, националистов, белоэмигрантов и участников других антисоветских организаций, а также для содержания лиц, представляющих опасность по своим антисоветским связям и вражеской деятельности. В служебных документах она значилась как «Владимирская тюрьма особого назначения МГБ СССР».

### Начальники тюрьмы
Данный раздел составлен на основании книги И. В. Закурдаева «Владимирский централ. История Владимирской тюрьмы» 

#### До революции 1917 г.
- Олейник Т. М., капитан, 1902.
- Афонский Д. Д., коллежский советник, 1903.
- Имшенецкий Б. М., капитан, 1905—1908.
- Парфёнов М. Ф., штабс-капитан, 1909.
- Васильев А. И., коллежский асессор, 1910.
- Синайский М. П., поручик, 1911.
- Давыдов П. А., коллежский асессор, 1912.
- Гавеман А. И., капитан, 1913—1917.

#### После революции 1917 г.
- Костенко, начальник губернского изолятора, 1926.
- Мельбрат, 1927.
- Дуппор Ж. Е., 1937—1938.
- Голеняев П. Р., 1938[3]
- Желвак О. В, подполковник ГБ, 1948—1949
- Журавлёв М. И., подполковник ГБ, 1949—1953.
- Бегун С. В., подполковник ВС, 1953—1955.
- Дедин М. А., полковник ВС, 1959—1961.
- Мельников Д. Я., полковник ВС, 1961—1964.
- Завьялкин В. Ф., полковник ВС, 1964—1976.
- Угодин А. П., полковник ВС, 1976—1983.
- Карпов Ю. Н., полковник ВС, 1983—1984.
- Горшков В. К., полковник ВС, 1986—1994.
- Мамчун В. В., полковник ВС, 1994—1995.
- Тихенко В. Я., полковник ВС, 1995—1999.
- Малинин, Сергей Александрович, полковник ВС, 1999—2003.
- Мищенков В. А., полковник ВС, 2003—2009.
- Богинич С. П., полковник ВС, 2009—2011.
- Кулагин И. А., полковник ВС, с 2011 года.
- Климов А. Н. в наст. вр. 2017[4].

## В искусстве
Название «Владимирский централ» стало широко известно в России благодаря одноименной песне исполнителя русского шансона Михаила Круга.
Оно нашло отражение и в зарубежной культуре, когда итальянская группа «Spiritual Front» записала песню «Vladimir central» (по утверждению лидера группы и автора песни Симоне Сальватори, он написал её ещё до того, как услышал песню Круга).
В 1996 году на территории тюрьмы создан музей, материалы для которого предоставлены Владимиро-Суздальским музеем-заповедником, автор экспозиции — В. Э. Гуринович.